# 西湖勝境石牌坊
西湖勝境石牌坊位於四川省雅安市天全縣大坪鄉，文物遺址年代判定為明。2002年12月27日公佈為四川省第六批省級文物保護單位。